# Riftdalkoorts
Riftdalkoorts of RVF (als afkorting van het Engelse rift valley fever) is een vectorziekte veroorzaakt door het riftdalkoortsvirus dat bij een groot aantal verschillende diersoorten kan voorkomen. Dieren die vatbaar zijn voor de ziekte en als reservoir fungeren zijn: runderen, schapen, geiten, dromedarissen, verscheidende soorten knaagdieren, wilde herkauwers, buffels, antilopen, enz. Riftdalkoorts is een zoönose met ernstige gevolgen voor mensen en staat mede daarom op de A-lijst van de OIE (wereldorganisatie voor diergezondheid). De ziekte is vernoemd naar het Riftdal, een andere benaming voor de Grote Slenk in Oost-Afrika.

## Ziekteverwekker
Het Riftdalkoortsvirus is een (-)ssRNA-virus, een zogeheten Phlebovirus een van de vijf genera uit de familie van de Bunyaviridae.
Eigenschappen:
- kan meerdere maanden overleven bij een temperatuur van 4 °C
- uitgeschakeld bij 120 minuten op 56 °C
- bestand tegen een basisch milieu, maar uitgeschakeld bij een pH < 6,8
- uitgeschakeld door ether en chloroform
- kan lange tijd overleven in opgedroogde mest, neusuitvloeiingen etc.

## Besmetting
Besmetting kan plaatsvinden via de vector. Er zijn vele verschillende soorten muggen die kunnen dienen als vector voor het riftdalkoortsvirus, enkele mogelijkheden zijn: Aedes, Anopheles, Culex, Eretmapodites en Mansonia. Het muggengeslacht Aedes is het zogenaamde natuurlijke reservoir en tegelijkertijd ook de vector van RVF. Besmetting gebeurt doordat muggen besmette dieren bijten, vervolgens besmet raken en dan vatbare dieren of mensen bijten. Besmetting kan ook plaatsvinden als gevolg van direct contact met besmette dieren. Dit omdat het virus ook wordt uitgescheiden in neusuitvloeiingen, bloed, en vaginale secretie na een abortus. Voor mensen kan besmet vlees en mogelijk ook rauwe melk een besmettingsbron vormen.

## Ziekteverschijnselen
Riftdalkoorts heeft een korte incubatietijd van maar 1 - 6 dagen. De symptomen van riftdalkoorts zijn sterk afhankelijk van de diersoort en de leeftijd van het dier. In veel diersoorten behalve schapen kan de ziekte volledig subklinisch verlopen.

### Runderen
- verhoogde lichaamstemperatuur 40 - 41 °C
- overmatig kwijlen
- daling van het gewicht
- daling in de melkproductie
- tot 85% van de dieren kunnen aborteren
- mortaliteit tot maximaal 10%.

### Kalveren
- verhoogde lichaamstemperatuur 40 - 41 °C
- mortaliteit van 10 - 70%

### Schapen geiten en varkens
- verhoogde temperatuur 40 - 41 °C
- overgeven
- pussige neusuitvloeiingen
- bij drachtige ooien kan tot 100% aborteren

### Lammeren
- verhoogde temperatuur 41 - 42 °C
- verzwakte dieren
- mortaliteit bij dieren jonger dan 1 week oud kan oplopen tot 90%
- mortaliteit bij dieren ouder dan 1 week is veelal niet hoger dan 10%

### Mensen
- griepachtige symptomen
  - koorts 37,8 - 40 °C
  - hoofdpijn
  - spierpijn
  - misselijkheid
- herstel vaak binnen 4 – 7 dagen
- mortaliteit is vaak niet hoger dan 1%
- complicaties:
  - blindheid 1-10% van heeft last van verminderd zicht
  - hersenvliesontsteking
  - petechiën

## Verspreiding

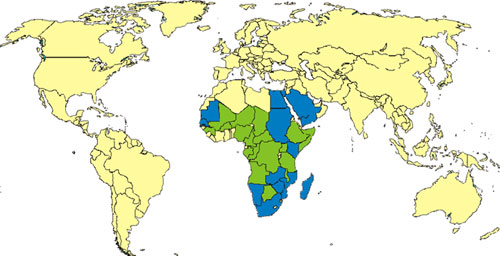
Blauw: landen waar de ziekte endemisch is
Groen: landen waar de ziekte regelmatig voorkomt.

Riftdalkoorts wordt voornamelijk geassocieerd met landen in Oost-Afrika en landen onder de Sahara die te maken hebben met veel regenval en die daardoor een uitstekend leefklimaat vormen voor hoge concentraties muggen die kunnen dienen als vector. De eerste geregistreerde uitbraak van riftdalkoorts was in 1913 in het Riftdal, een andere benaming voor de Grote Slenk. De eerste grote uitbraak van riftdalkoorts was in 1931. De ziekte heeft zich toen verspreid over heel Afrika onder de Sahara.
Tijdens een uitbraak van de ziekte in 1950-1951 in Kenia stierven 100.000 dieren aan de gevolgen van riftdalkoorts. Tot 2000 waren er drie gevallen bekend van besmettingen met riftdalkoorts van mensen en dieren buiten deze regio, namelijk: Egypte 1977-1978, Mauritanië 1987 en Egypte 1998. Bij de eerste uitbraak in Egypte zijn meer dan 600 mensen omgekomen. In september 2000 zijn de eerste gevallen van riftdalkoorts buiten Afrika gerapporteerd in Jemen en Saoedi-Arabië; sindsdien is riftdalkoorts endemisch in deze landen. Naast de uitbraken in Jemen en Saoedi-Arabië zijn er ook nog verschillende gevallen bekend van mensen die in laboratoria werkten en besmet zijn geraakt met het riftdalkoortsvirus.

## Bestrijding
Bestrijding van het virus is slecht mogelijk omdat het muggengeslacht Aedes een natuurlijk reservoir vormt voor het riftdalkoortsvirus. Dus ook al zijn alle dieren vrij van de ziekte door vaccinatie, dan kan er nog niet gestopt worden met vaccineren omdat dan riftdalkoorts weer kan toeslaan vanuit het natuurlijke reservoir. Er zijn verschillende vaccins beschikbaar tegen riftdalkoorts. Het vaccin met een verzwakt virus geeft een 3 jaar durende bescherming tegen riftdalkoorts. Een nadeel van dit vaccin is dat bij drachtige ooien dit vaccin kan leiden tot abortus. Het vaccin met het geïnactiveerde virus heeft geen nadelige bijwerkingen, maar er zijn wel meerdere inentingen nodig voordat het vaccin bescherming biedt.
De kans dat een mens of dier in Europa met riftdalkoorts besmet raakt is klein door de korte incubatietijd. Daarnaast bestaat de mogelijkheid niet voor riftdalkoorts om endemisch te worden in Europa wegens het ontbreken van een geschikt leefklimaat voor de vector. Vanwege de geringe kans van besmetingen met riftdalkoorts in Europa worden dieren in Nederland niet gevaccineerd tegen riftdalkoorts.